# 프레데릭 앙비
프레데릭 앙비(Frédéric Hanvi)는 프랑스의 야구 선수이다. 그는 프랑스 야구 선수로, 프랑스의 여러 주니어 국가대표팀과 여러 프랑스 프로팀에서 활약한 후 메이저 리그 베이스볼에 스카우트되었다. 그는 미네소타 트윈스와 7년 마이너리그 계약을 맺었다. 그는 요리스 버트(Joris Bert) 이후 메이저 리그 계약을 체결한 두 번째 프랑스 선수이다. 트윈스는 또한 그가 공식 대회에서 프랑스 팀과 함께 플레이할 수 있도록 해주겠다고 약속했다. 그는 현재 FA이다. 그는 2019 유럽 야구 선수권 대회에서 프랑스 대표팀에서 뛰었다.